# Штаудте, Ханс-Хильмар
Ханс-Хильмар Штаудте (нем. Hans-Hilmar Staudte; 18 января 1911, Кальденкирхен — 21 января 1979, Мюнстер) — немецкий юрист,  шахматист и шахматный композитор, международный арбитр по шахматной композиции (1962).

## Биография
Изучал право в Гамбургском университете, в 1940 защитил докторскую диссертацию.
Во время Второй мировой войны был судьей в Мюнхене и имел звание оберштурмфюрер. После войны участвовал в качестве свидетеля на Нюрнбергском процессе.
В составе сборной ФРГ участник 9-й Олимпиады (1950) в Дубровнике. В 1951—1961 — секретарь Германского шахматного союза.

## Спортивные достижения
| Год  | Город     | Турнир        | + | − | = | Результат | Место |
| ---- | --------- | ------------- | - | - | - | --------- | ----- |
| 1950 | Дубровник | 9-я Олимпиада | 6 | 3 | 3 | 7½ из 12  | 3 3   |